# Terjat
Terjat – miejscowość i gmina we Francji, w regionie Owernia-Rodan-Alpy, w departamencie Allier.

## Demografia
Według danych na rok 1990 gminę zamieszkiwało 238 osób, a gęstość zaludnienia wynosiła 13 osób/km². W styczniu 2015 r. Terjat zamieszkiwało 214 osób, przy gęstości zaludnienia wynoszącej 11,7 osób/km².